# Equity International
Equity International é um fundo de investimento com sede em Chicago, EUA especializado em investimentos,fora dos EUA, em empresas que atuam nas áreas de incorporação construção e administração imobiliária. O fundador e controlador do fundo é o bilionário americano Sam Zell.